# 后港福德宮
后港福德宮是臺灣彰化縣彰化市東芳里的一座主祀福德正神的寺廟。陪祀五路財神、文昌帝君。